# فرگوسن (میزوری)

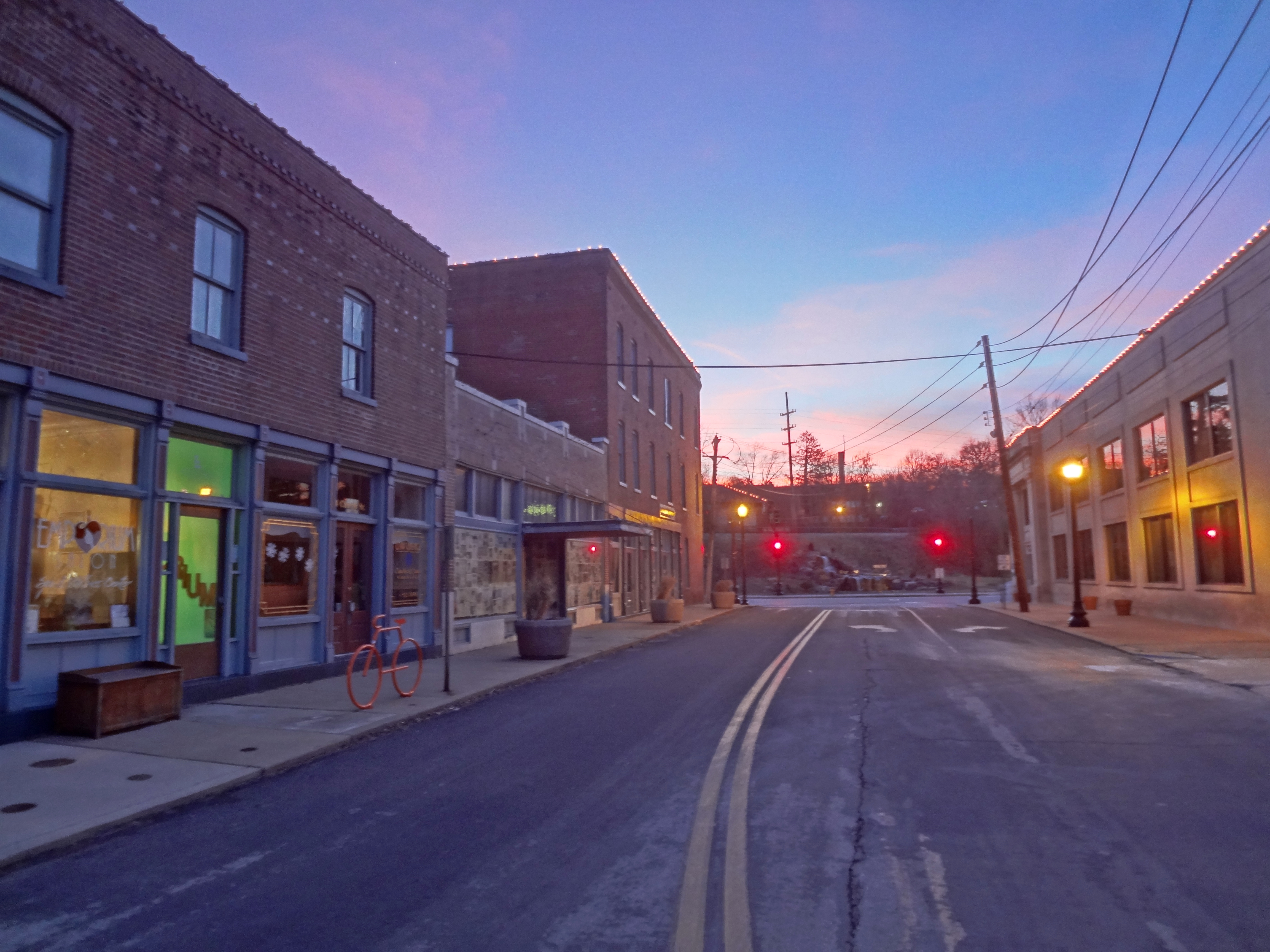
فرگوسن، میزوری

فرگوسن (به انگلیسی: Ferguson) شهری در شهرستان سنت لوئیس ایالت میزوری است که جمعیت آن در سرشماری سال ۲۰۱۰ میلادی ۲۱٫۲۰۳ نفر بوده است. شهر فرگوسن در حومه شهر سنت لوئیس واقع شده‌است. سیاه‌پوستان ۶۷٪ و سفیدپوستان ۲۹٪ ساکنان شهر را تشکیل می‌دهند.